# Gymnaestrada

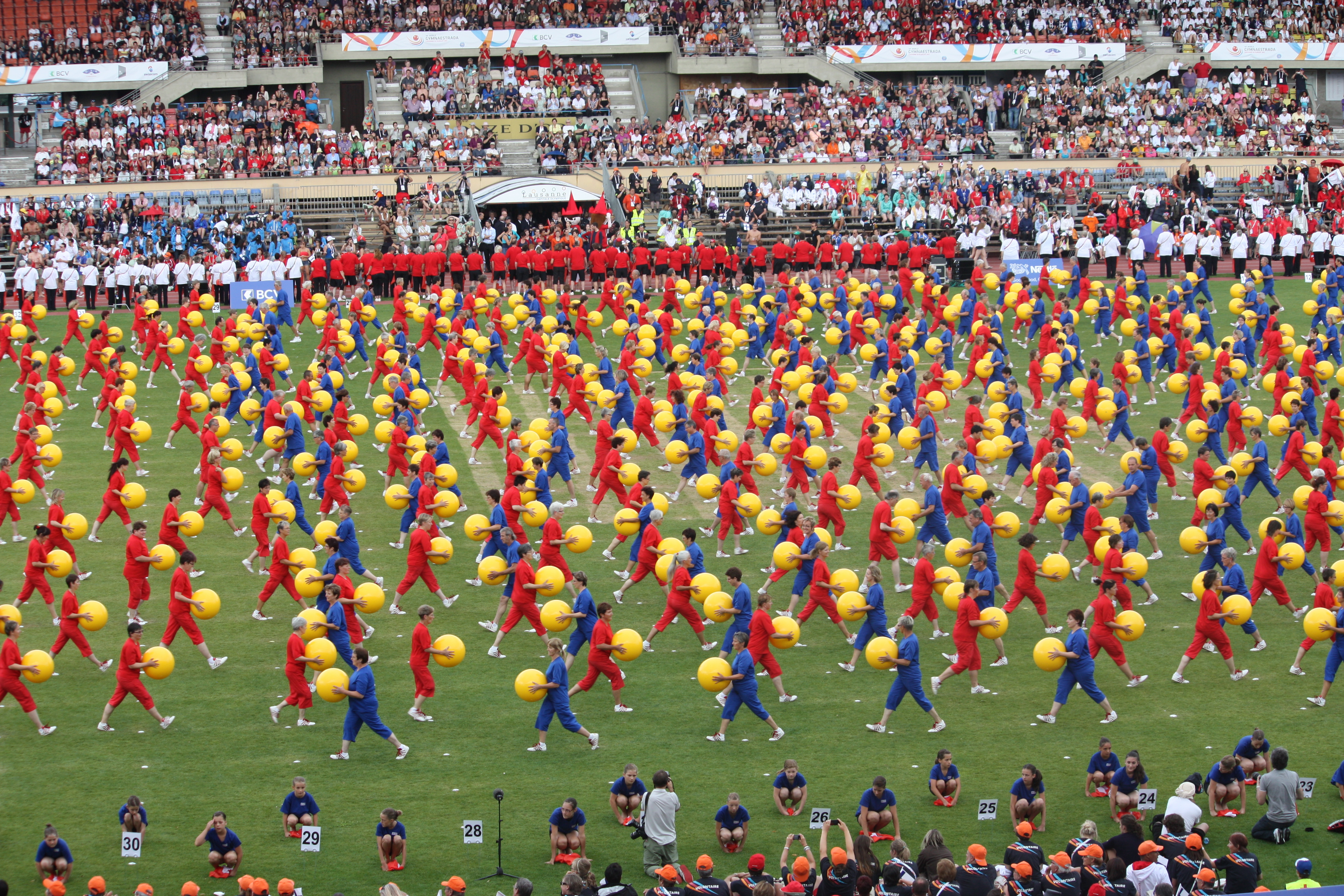
Démonstration d'un grand groupe à la Gymnaestrada de Lausanne

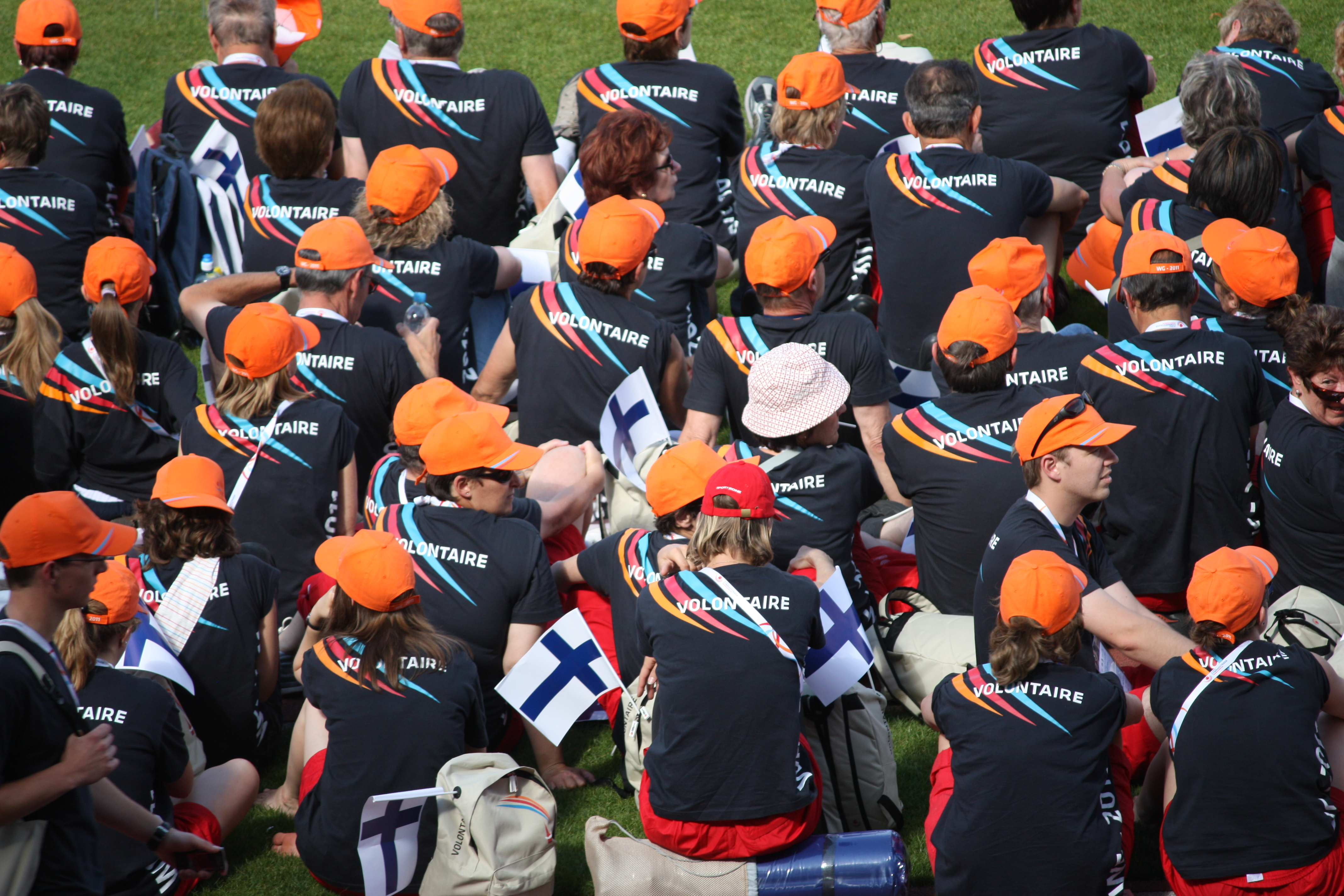
Plus de 4300 volontaires ont travaillé à la Gymnaestrada de Lausanne en 2011

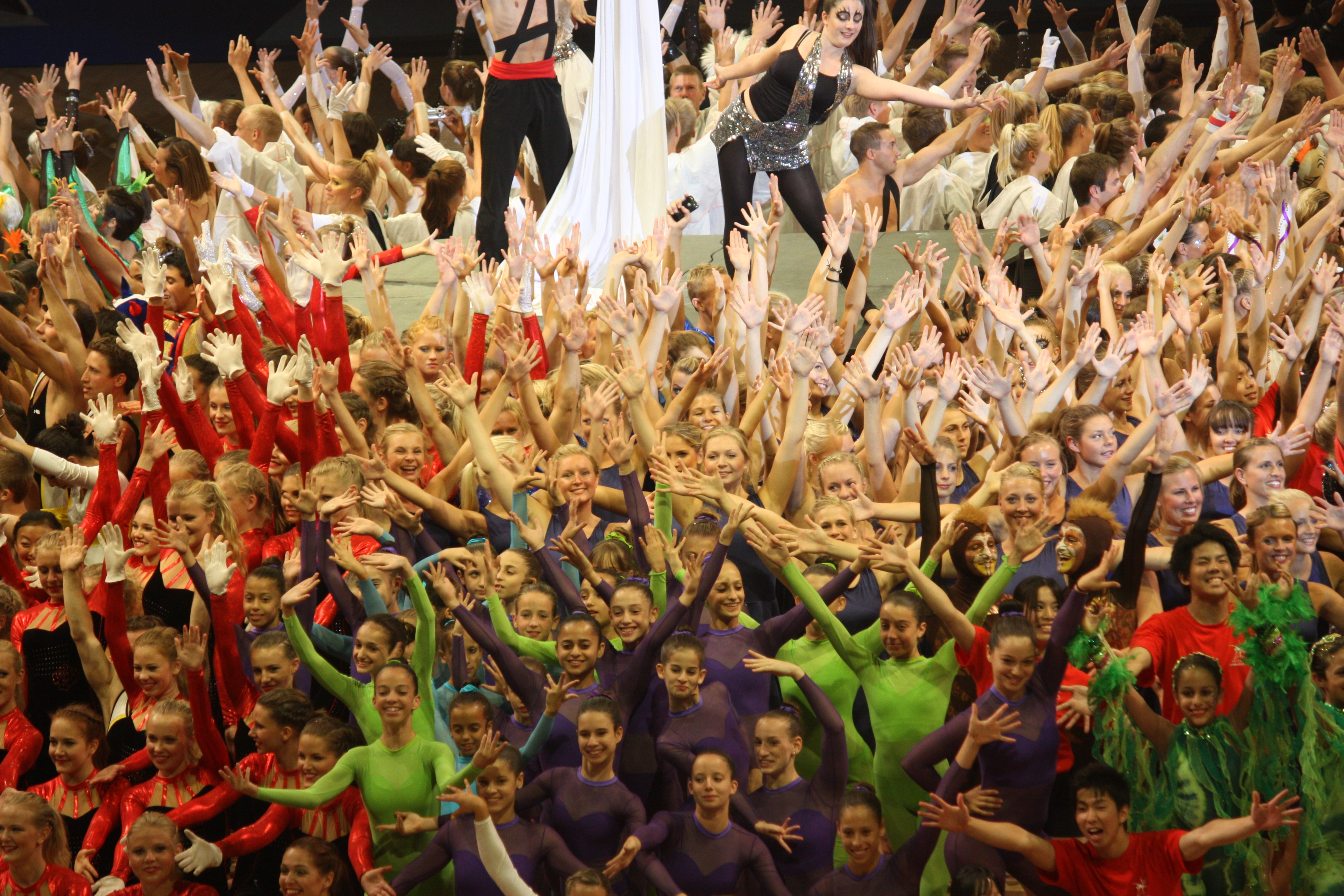
Final du gala de clôture de la Fédération internationale de gymnastique lors de la Gymnaestrada 2011 (Lausanne)

Gymnaestrada est l'événement culturel de la Fédération internationale de gymnastique. Cette rencontre internationale de gymnastique sans classement se déroule tous les quatre ans dans une autre ville. Plusieurs groupes de presque tous les pays du monde représentent leur pays originalement. Concrètement, chaque groupe présente un spectacle gymnique en musique d'environ 15 minutes. Les groupes se succèdent toute la journée sur plusieurs scènes simultanément.
La Gymnaestrada existe depuis 1953, dont l'édition s'est réalisée à Rotterdam (Pays-Bas). Il s’agit, en nombre de participants, du premier évènement sportif mondial avant les Jeux olympiques d'été (en moyenne, plus de 20 000 participants). Les athlètes se rencontrent et partagent des coutumes, des habitudes pendant la semaine de la Gymnaestrada.
La 13e édition, à Dornbirn, a compté plus de 20 000 participants de 57 pays de tous les continents. La Gymnaestrada mondiale, l'événement culturel de la FIG, est l'une des manifestations sportives les plus importantes au niveau mondial. Elle développe et cultive l'échange multiculturel, la tolérance, le bien-être individuel à travers les valeurs contenues dans la gymnastique. Elle est aussi une réponse à l'oisiveté, à la violence et aux dérives de la malnutrition, phénomènes observés en particulier auprès des jeunes générations.

## Historique
La Gymnaestrada (mondiale) est née en 1939. La Suède était l'instigatrice de cette réunion appelée alors "Lingiade". 12 pays y ont participé.
En 1949, la Fédération Internationale de Gymnastique a décidé d'organiser une rencontre internationale appelée Gymnaestrada. En 1953, la première édition a eu lieu à Rotterdam.

## Étymologie
Le nom de Gymnaestrada est à décomposer en deux mots distincts :
- « gymna », qui signifie « gymnastique »
- « strada », qui signifie « rue »

La Gymnaestrada est présentée autant dans les salles de spectacles qu'en ville sur des scènes « ouvertes ».

## Organisation
| Édition | Date                     | Ville organisatrice | Pays organisateur    | Nombre de participants | Nombre de nations |
| ------- | ------------------------ | ------------------- | -------------------- | ---------------------- | ----------------- |
| I       | 1953                     | Rotterdam           | Pays-Bas             | 5 000                  | 14                |
| II      | 1957                     | Zagreb              | Yougoslavie          | 6 000                  | 16                |
| III     | 1961                     | Stuttgart           | Allemagne de l'Ouest | 10 000                 | 16                |
| IV      | 1965                     | Vienne              | Autriche             | 15 600                 | 28                |
| V       | 1969                     | Bâle                | Suisse               | 9 600                  | 29                |
| VI      | 1975                     | Berlin              | Allemagne de l'Ouest | 10 500                 | 23                |
| VII     | 1982                     | Zurich              | Suisse               | 14 200                 | 23                |
| VIII    | 1987                     | Herning             | Danemark             | 17 300                 | 25                |
| IX      | 1991                     | Amsterdam           | Pays-Bas             | 18 400                 | 28                |
| X       | 1995                     | Berlin              | Allemagne            | 19 200                 | 34                |
| XI      | 1999                     | Göteborg            | Suède                | 20 800                 | 39                |
| XII     | 20-26 juillet 2003       | Lisbonne            | Portugal             | 21 600                 | 46                |
| XIII    | 8-14 juillet 2007        | Dornbirn            | Autriche             | 22 000                 | 53                |
| XIV     | 10-16 juillet 2011       | Lausanne            | Suisse               | 19 100                 | 55                |
| XV      | 2015                     | Helsinki            | Finlande             |                        |                   |
| XVI     | 7-13 juillet 2019        | Dornbirn            | Autriche             |                        | 57                |
| XVII    | 30 juillet - 7 août 2023 | Amsterdam           | Pays-Bas             |                        |                   |

## Gymnaestrada 2007
En 2007, la Gymnaestrada a eu lieu du 8 au 14 juillet à Dornbirn, en Vorarlberg. Plus de 22 000 gymnastes de 53 nations sont venus dans le Vorarlberg. Des démonstrations quotidiennes de groupes ont eu lieu sans interruption entre 9h00 et 18h00 heures dans huit salles d'exposition. 16 soirées des nations avec des spectacles de gymnastique variés et 3 galas FIG avec des groupes de pointe sélectionnés ont été présentés. Il y a également eu des démonstrations en grand groupe au stade Reichshof de Lustenau ainsi que des spectacles sur 8 scènes extérieures à Höchst, Hard, Bregenz, Wolfurt, Dornbirn, Hohenems, Rankweil et Feldkirch.

## Gymnaestrada 2011
Gymnaestrada 2011 s'est déroulée à Lausanne, en Suisse, du 10 au 16 juillet.
Chiffres
7 jours de manifestation

16 surfaces de démonstration gymniques

30 ans de moyenne d'âge

33 tonnes de matériel

67 écoles pour loger les participants

600 heures de démonstrations et de spectacles

1 800 démonstrations présentées pendant 7 jours

4 000 volontaires par jour

Environ 20 000 participants

Autant de d'accompagnants

16 000 gymnastes logés dans les établissements scolaires

78 % de femmes, 22 % d’hommes

125 000 petits-déjeuners servis

200 000 repas servis durant la semaine

23 000 000 CHF (19 000 000 €) de budget

## Gymnaestrada 2015
La fédération internationale de gymnastique FIG a attribué à la capitale finlandaise, Helsinki, l'organisation de la 15e édition de la gymnaestrada en 2015. Les 3 autres candidates pour cette organisation étaient, Lillestrøm (Norvège), Maspalomas (Espagne) et Göteborg (Suède).

## Gymnaestrada 2019
La 16e Gymnaestrada s'est déroulée pour la deuxième fois à Dornbirn, Vorarlberg, du 7 au 13 juillet 2019. Sous la devise « Come together. Show your colours! » environ 20 000 athlètes de 69 nations y étaient attendues.